# Phare de Punta de l'Avançada
Le Phare de Punta de l'Avançada est un phare situé sur Punta de l'Avançada, un promontoire à 2 km du port de Pollença, au nord de l'île de Majorque, dans l'archipel des Îles Baléares (Espagne).
Il est géré par l'autorité portuaire des îles Baléares (Autoridad Portuaria de Baleares) au port d'Alcúdia.

## Histoire
En 1897, le maire de Pollença a envoyé une lettre à la Direction générale des travaux publics, en demandant la création d'un phare à Punta de l'Avançada. Celui-ci a été accordé en décembre 1898 et le projet a été confié à Eusebio Estrada. Le phare a été mis en service le 15 décembre 1905. C'est une tour octogonale de 18 m de haut, avec galerie et lanterne, attenante à une maison d'un étage pour les gardiens. En octobre 1953, le phare a été électrifié et en 1974 la tour a été reconstruite pour atteindre sa hauteur actuelle. Dernier phare pourvu de gardien à Majorque, il devrait être automatisé avant 2027.
La lanterne originale, enlevée en 1973, était restée au sol près du phare. En 2015 la lanterne a été déplacée au musée maritime de Portopí à Palma.
Identifiant : ARLHS : BAL-062 ; ES-32950 - Amirauté : E0298 - NGA : 5072 .